# The Salmon Dance
The Salmon Dance – drugi singel duetu The Chemical Brothers, pochodzący z ich ósmej płyty zatytułowanej We Are the Night.

## Lista utworów

### Promocyjny winyl 12": Freestyle Dust(CHEMSDJ26–UK)
1. "The Salmon Dance" (wersja LP)
2. "The Salmon Dance" (Crookers 'Wow' Mix)
3. "The Salmon Dance" (Heavily Smoked by the Glimmers)
4. "The Salmon Dance" (Hervé Mix)

### Promocyjny CD: Freestyle Dust(CHEMSDJ26–UK)
1. "The Salmon Dance" (wersja radiowa)
2. "The Salmon Dance" (wersja LP)
3. "The Salmon Dance" (instrumental)

### Winyl 7": Freestyle Dust(CHEMS26–UK)
1. "The Salmon Dance" (wersja LP)
2. "Snooprah"

### Winyl 12": Freestyle Dust(CHEMST26–UK)
1. "The Salmon Dance" (wersja LP)
2. "Electronic Battle Weapon 8"
3. "The Salmon Dance" (Crookers 'Wow' Mix)
4. "The Salmon Dance" (Hervé Mix)

### CD: Freestyle Dust(CHEMSD26–UK)
1. "The Salmon Dance" (wersja radiowa) – 3:07
2. "Electronic Battle Weapon 8" – 6:32

### Cyfrowy
1. "The Salmon Dance" (Heavily Smoked by the Glimmers)^